# Slankheid (luchtvaart)

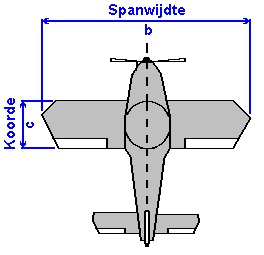
spanwijdte en de koorde van een vleugel

Slankheid (λ), vormverhouding of aspect ratio is de verhouding tussen de spanwijdte en de koorde van een vleugel.

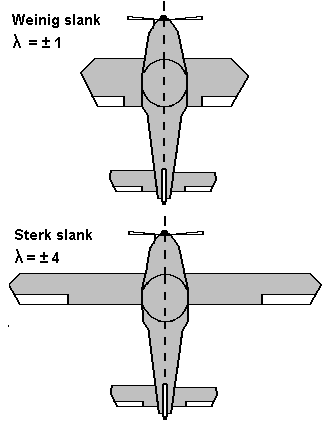
Verschil in slankheid

In formule: 
| {\displaystyle \lambda ={\frac {b}{c}}} |

## Belang
Het belang van de slankheid komt tot uiting in de fijnheid van de vleugel die de zweefcapaciteiten, of beter het rendement van de vleugel kenmerkt. Hoe groter de slankheid hoe groter de fijnheid en hoe fijner de vleugel. Hoe fijner de vleugel hoe groter het glijgetal.
Om de kwaliteit van een vleugel te kunnen vergelijken, wordt de slankheid berekend. Het toestel met de grootste slankheid zou in theorie het beste kunnen zijn. Uiteraard spelen nog meer eigenschappen mee, maar het geeft een uitgangspunt van vergelijking.

## Vleugelvormen
De planvorm van een vleugel de projectie van de vleugel in het vlak dat door de koorden van het profiel gevormd wordt.

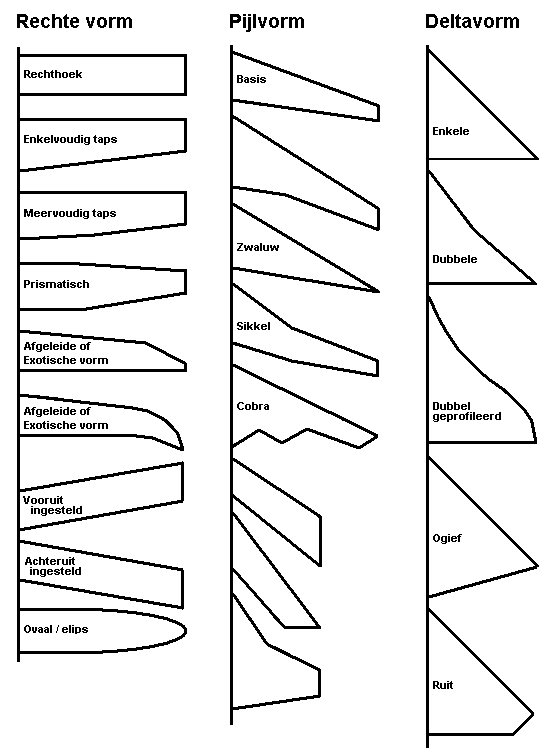
Vleugelvormen

Net zoals bij de vleugelprofielen zijn er zeer veel potentiële planvormen, maar er zijn enkele veel voorkomende vormen voor bekende vliegtuigtypes.
Zoals hiervoor gesteld heeft λ belang bij het vergelijken. De constructeur berekent λ. Bij een min of meer rechthoekige vleugelvorm is de slankheid relatief goed te bepalen. Het probleem begint bij niet-symmetrische vormen waarbij er geen constante koorde is. Om toch eenduidig λ te kunnen bepalen, wordt een wiskundige truc toegepast:
{\displaystyle \lambda ={\frac {b}{c}}}
Vermenigvuldig teller en noemer met hetzelfde getal, namelijk de spanwijdte b:
{\displaystyle \lambda ={\frac {b\times b}{c\times b}}}
| {\displaystyle \lambda ={\frac {b^{2}}{A}}} |

Hierin is A de oppervlakte van de vleugel. Merk op dat de variabele koorde uit de formule verdwenen is. Zowel teller als noemer kunnen perfect bepaald worden en dus ook de slankheid.

## Voorbeelden
Een voorbeeld van een vliegtuig met een vleugel met zeer grote slankheid is het zweefvliegtuig.
Door gebruik van composiet materialen is het tegenwoordig veel gemakkelijker om een dergelijk vliegtuig te bouwen. Ook de GlobalFlyer, het toestel waarmee Steve Fossett rond de wereld vloog, is een goed voorbeeld van een vliegtuig met zeer grote slankheid.

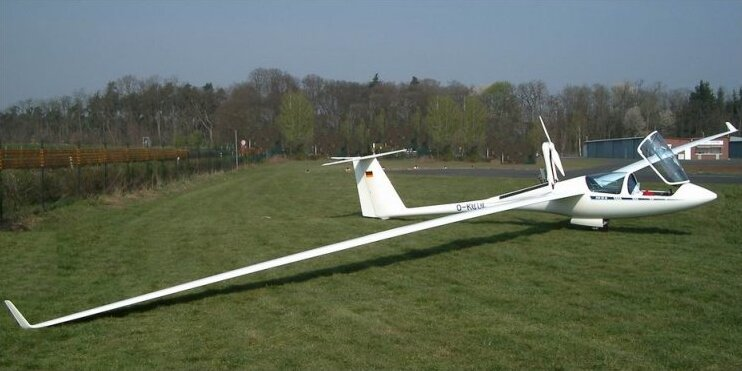
Zweefvlegtuig Schleicher ASH25M